# 美国社会对东亚人的刻板印象
美国社会存在对中国、日本、韩国等东亚移民及其后代所抱持的刻板印象。与其他民族或族群一样，刻板印象往往在媒体、文学、电影中出现。这些刻板印象往往使得亚裔移民及其后代子孙在社会、文化、政治中受到负面的影响。媒体中对于东亚人的形象描绘多半反映出美国文化中心主义。许多东亚裔人群受到刻板印象的牵累，在美国社会饱受歧视，甚至成为了仇外心理的牺牲品。

## 東方主義、神秘主义、异域风情
美籍巴勒斯坦阿拉伯裔文学批评家爱德华·萨义德在其著作中指出，東方主義起源于西方世界的独自解释，包含了其与“外邦”、“未知世界”、“东方”、“东洋”的碰撞交流中得到的经验。萨义德认为，“东方”（Orient）这个词是欧洲人生造出的概念，代表了“异域风情”、浪漫、珍贵经验等意义，主要指与欧美各国人进行对比的东亚。
西方文化中的“東方主義”也导致了东亚人及东亚裔美国人的“异体化”（othering）。一方面，西方人的生活习惯逐渐成了全世界的“日常主流”，而亚洲的文化及生活方式充满了“异域色彩”。另外，普通观念中，西洋文化由于近代化的作用，往往易于变化演进，而东亚文化在许多人的观念中往往有传统守旧的一面。

## 看似幼稚的亚洲人
在许多西方人眼中，东亚人的形象是幼稚可爱的，而缺乏成熟的魅力。韩裔美国演员赵约翰就曾对人说过：“亚洲人的婴儿多半给人可爱的印象，从而也导致连我在内的亚洲人都被看成比较幼嫩。不论男女都给人稚嫩的印象。而婴儿则更加显得幼小。相比白人的小孩，我们亚洲人的幼儿看起来似乎更加可爱。”。由于被视为幼稚，因此亚洲人往往被认为缺乏社会自律性，同时也给人以文静而缺乏攻击性等印象。另外，也会有一种觉得亚洲人欠缺行动力和管理能力的感觉。

## 排斥及敌对心理

### 黄祸论

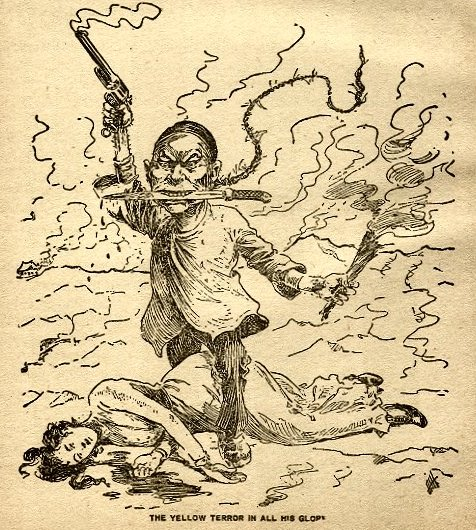
1899年讽刺画《黄祸的辉煌》

19世纪末期，在欧洲盛行一时的“黄祸论”（Yellow Peril）代表了欧美各国对亚洲民族尤其是中国、日本移民的憂慮。这一论点在澳大利亚、新西兰、南非、加拿大、美国等地尤其多见。面对大量流入的东亚移民，当地的白人对于无法理解的外族文化、语言等感到恐惧，一方面担心生存资源被抢夺，另一方面也担忧西洋文化、生活习惯、价值观等受到黄种人的威胁。同样，东亚社会也对西方世界的入侵、战争机器以及种族灭亡等抱有极大的戒备和恐惧。这一时期，美国西部的政治家和作家们都表现出了反亚洲情绪，如《黄祸》（《The Yellow Peril》，1886年《洛杉磯时报》)、《（移民）會議同意排华》（《Conference Endorses Chinese Exclusion》，1905年《纽约时报》)等文章比比皆是，同时也波及到了排日运动。1924年，美国通过了《1924年移民法》，将亚洲人视为对美国有害的种族。
澳大利亚也一样对黄种人充满了恐惧和仇视。1901年至1973年为止，澳洲长期执行歧视限制亚洲移民的白澳政策，直至1980年代都仍有其残影。2002年2月12日，新西兰总理海伦·克拉克在首次为当地华人举行的新春联欢会上，向“长期以来缴纳了人头税的中国历代移民及其后代”表示道歉。同时，她任命了新的移民局长，并制订了一系列帮助华裔社区及实现公平待遇的政策。20世纪初，加拿大也对东亚移民征缴人头税。2007年，加国政府正式向仍在世的人头税纳税人道歉，并作出了赔偿。

### 永遠外人
在美国社会，亚裔美国人给许多人的印象是，他们并不是“美国人”，而只是一群“永遠外人”。尽管许多亚裔早已融入了当地社会，但还是经常有亚裔美国人被问及其在美国生活了多久或者“家乡是何处”等。但事实上，许多亚裔美国人都生在美国长在美国，并非第一代移民。
另外，有种观点认为亚裔美国人即使居住时间再久，即使拥有了公民权，也仍然是一群无法被美国社会同化的“外族人”。加利福尼亚大学伯克利分校的亚裔美国学名誉教授Lin QiWang也持同一观点。他说，美国主要媒体对亚洲人社群的描述非常过分，“在许多主要媒体和政客的头脑里根本没有亚裔的存在感。他们的雷达感知不到这一群体的存在。政治上也是一样。”。
亚裔美国人司法中心（AAJC）等組織委託加利福尼亚大学洛杉矶分校的学者進行的研究也显示，亚裔美国人的演员很少有在电视节目中露面的机会。尽管亚裔族群占美国人口的5%，但在电视上的出镜率仅有2.6%。即使在亚裔集中居住的纽约和洛杉矶，亚洲人的演员和角色也依然不多见。

## 模范少数族裔
亚裔美国人往往给人“模范少数族裔”的“正面”刻板印象。许多美国人觉得，亚洲人非常勤奋，在政治上不具有攻击性，爱好学习、博闻强识、人畜无害，在社会上具有较高的地位。但也有一部分亚裔美国人却不希望被抱有这样的刻板印象，因此刻意要摒弃这种刻板印象。许多学者及美国的主流媒体往往都会强化亚裔人的成功，但其实这与现实有相当大的距离。这种误解反而导致了亚裔族群与其他少数族群的隔阂，并且掩盖了亚裔所遭受的不公平待遇甚至歧视。例如亚裔人经常被报道其收入水准高于美国平均水平，但事实上在大公司、政府机关中亚裔人往往会遇到“玻璃天花板”，无法公平取得职业上升的通道。而事实上，亚裔美国人为了要与白人同事取得同样的薪酬，往往需要更高的学历以及更多的劳动时间。
模范少数族裔的形象其实也对亚裔美国人造成了潜在的伤害。在学校里，亚裔族群往往被视为高智商群体和学霸，因此被老师忽视辅导。
在美国，25岁以上的亚裔中取得本科学历者占25.2%，这一数字大大超出了美国人全体比例的15.5%。因此美国人一般认为亚裔美国人在教育上非常成功，但事实上，同为亚洲人，柬埔寨裔的本科学历比例只有6.9%，老挝裔只有6.2%。此外，许多亚洲国家的移民或难民等族群中，失业率高达80%。不過，作為世界第一大洲，將所有亞洲人歸類成同一類人並不是可取的行為，情況就如視南美的秘魯人和北美的美國人同樣為美州人一樣。因此，將屬東南亞、南亞和中西的人與東亞人一樣歸類為亞洲人的話，反而更忽略了那班較多處於社會基層的亞洲人。事實上，東亞人的學歷水平、人均收入等都比白人還要高。
亚裔美国人与其他美国国内人种相比，拥有非常低的犯罪率。但仍然有相当数量的犯罪及违反公德的行为。2007年4月16日，美国弗吉尼亚理工大学发生了美国历史上最严重的恶性校园枪击案，枪击造成33人死亡，枪手本人开枪饮弹自尽，枪击案疑犯为23岁的韩籍青年赵承熙。这起枪击案对美国社会造成了极大的震动。此外，华裔詐騙犯徐詠芫向希拉里·克林顿进行巨额政治捐款、华裔名人李孟賢当选舊金山市長、韓裔金敬俊（Kim Kyung Joon，韩国总统李明博的商业伙伴，其妹时任洛杉矶市委员）因操縱股價被引渡等新闻都引发了社会舆论的热议。2007年、杜克大学福夸商學院的34名东亚裔学生因违纪行为被处以退学、休学等处分，一时间也舆论哗然。
2013年，哈佛大学三名亚裔美籍学生受到了学校处分及逮捕。其中Eldo Kim为逃避最终考试，竟然宣称要在哈佛校园内制造爆炸案，轰动全美。密歇根大学毕业生Bosung Shim为了篡改入学考试成绩，非法侵入大学网路系统，后被判处徒刑。
尽管亚裔美国人遭受的歧视仍在现实中存在，但美国社会往往对此视而不见。由于人种歧视中也存在等级差异，亚裔美国人受到的歧视问题与其他族群相比往往不太被重视。正是由于对亚裔的成功及某些善意的刻板印象，反而导致美国社会往往没有意识到亚裔的受歧视问题。许多美国人始终对亚裔群体抱有“经济富裕平等、拥有高学历”的第一印象。

## 虚拟作品中的典型东亚人形象
傅满洲与陈查理是美国文化史上两个最重要的虚拟东亚人形象。傅满洲是20世纪初英国白人小说家萨克斯·罗默创作的系列小说中的反派人物。陈查理则是美国作家厄尔·德尔·比格斯（Earl Derr Biggers）笔下的一名华人探长。在罗默的系列小说中，傅满洲博学多才，集所有科学知识于一身，但本性邪恶，无恶不作。而与之相反的正义形象陈查理则是一名性格温和的夏威夷华侨警探，尽管他饱受白人的歧视和侮辱，却仍然兢兢业业地发挥其智慧，解决了许多案件，在美国观众中树立了“优秀的亚洲人代表”的形象。这一正一反两个形象长期在文学和电影中出现，在美国可谓家喻户晓。

### 傅满洲：邪恶典型

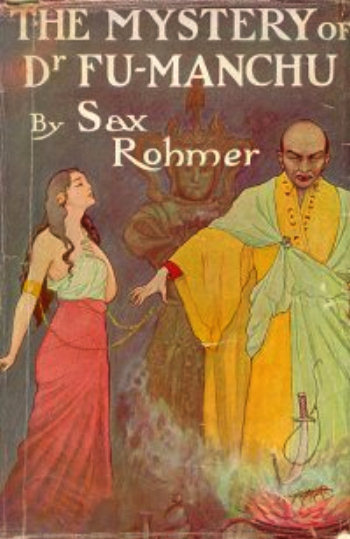
小說《神祕的傅滿州》

傅满洲系列小说共有13部，讲述了傅满洲及其老对手英国警探丹尼斯·史密斯之间斗智斗勇的故事。这系列的小说在美国和英国有数百万的销量，还在美国的杂志、电影、动画、电台及电视节目中频频出现。傅满洲所代表的“邪恶的东亚人”的形象已经在美国和英国社会中得以固定。他又高又瘦，高耸肩膀，长着竖挑眉，留着两撮下垂胡子，面容如同撒旦，穿着清朝官服。
萨克斯·罗默将反面形象傅满洲与当时的黄祸论结合起来，其中也包含了神秘主义和异国情调等元素。傅满洲在杀人时，往往会使用具有东亚特征的绸缎，手段残忍。尽管他只是满族人，但在美国人看来，其代表了残忍狡猾的东亚人形象。
作品中有许多露骨的歧视性对话，傅满洲的对手也往往对东亚人的智慧、神秘、异域情调和残忍形象做出过评论。

### 陈查理：正义象征

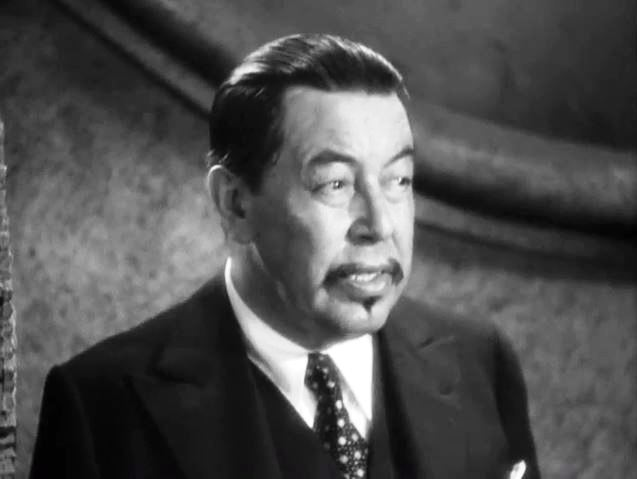
瑞典裔演员扮演的华裔夏威夷警探陈查理。

陈查理虽然是一个虚构的角色，但其原型是华裔夏威夷警探郑平（1871年-1933年）。关于陈查理的系列作品包括1925年到1981年期间的10部小说和40多部电影以及动画、桌面游戏等。通常在电影中，扮演陈查理的男主角都由沃纳·奥兰德、西德尼·托拉、罗兰德·温塔兹等白人演员担任。
与邪恶的傅满洲相反，陈查理代表着典型的“充满正义”的东亚人形象。《没有钥匙的房子》一书中，对他的描述是“他非常胖，但有着女性一般轻柔的步伐。脸圆圆的，带着点婴儿肥，肤色有点接近象牙白，黑色的短发非常精神，琥珀色的眼珠，眼角上翘”。在作品中，陈查理的英语错漏百出，谦恭的态度非常夸张。在被波士顿的女士歧视侮辱之后，他也仍然大度地鞠躬表示敬意。
在一系列作品中，尽管陈查理具有极高的智慧和能力，但仍然态度谦和、善于隐忍，因此往往被观众视为是毫无攻击性的东亚人典型。许多作品的情节大体雷同，往往都是陈查理被白人上司或种族歧视者轻视，但之后他用成功破案来证明自己。许多现代评论家以及亚裔评论家都认为，陈查理缺少当时在白人侦探身上普遍具备的勇敢、坚持主见以及感情丰富等特质，也因此“对于白人主义的美国而言，我们（亚裔）并没有被当成男人看待”。

## 东亚男性

### 性格软弱缺乏魅力的男性形象
从1800年代中期开始，移民到美国的华工往往只能从事传统的女性工种，因此更加给人以一种软弱的印象。当时的华人保留着辫子，穿着长袍，更加强化了这种形象。美国当时的法令中禁止中国男性从事“男人的工作”，因此迫使华人只能从事清洁、洗衣、厨师、育儿等通常更适合于女性的行业。
尽管如此，在早期的好莱坞影坛，日裔明星早川雪洲也经常扮演充满魅力的东亚男性形象，同时也遭受了许多嫉妒和非议。
他在许多爱情片中饰演帅气性感的男性角色，博取了数百万美国影迷的青睐。但这反而导致了美国社会中白人及黑人的反感，结果社会上出现了对亚洲男性外表及魅力的否定，甚至助推了黄祸论的肆虐。
2006年的纪录片《The Slanted Screen》中，菲律宾裔美国人导演Gene Cajayon就提到，2000年的动作影片《致命罗密欧》中，中国男演员李连杰饰演主角罗密欧，该片原本设计的电影结尾是女主角亲吻李连杰，但最后导演觉得这个结局不会受到美国观众的认可，因此电影公司最终将结尾改为两人的紧紧拥抱。根据导演的解释，东亚男性的性感形象在美国并不受欢迎。在美国媒体中，亚洲男人的形象往往是顾家型，而且缺少性魅力。
有观点指出，东亚人情感较为含蓄，不愿意在公开场合鲜明地提出自己的主张或诉求，这也是某种程度上导致亚裔群体权益不被重视的原因。

### 对白人女性的威胁

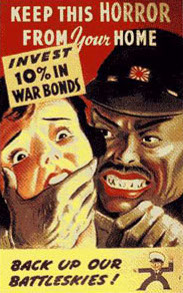
第二次世界大战中描绘日本兵威胁白人女性的反日海报

东亚男性有时也会被描绘成威胁女性人身安全的一类人。20世纪的媒体舆论中，东亚男性的形象代表着好色、攻击性强等。自1850年起到1940年为止，美国的大众媒体对东亚的中日两个民族的印象有所分化，往往对中国人的感受是“充满人情味和善良”，对日本人的印象则是“威胁他人安全，好色”。1916年电影《Patria》中，狂躁的一群日本男人为了强奸白人女性，悍然发动了侵略美国的战争。

### 轻视女性
东亚男性也往往被视为“轻视女性”，对女性无礼或不尊重。尽管有研究表明，东亚男性其实比白人男性更具有男女平等的观念，但在西方媒体上的东方男人形象往往是男权主义者。这在迈克尔·克莱顿的小说《旭日東昇》以及电影《金刚狼》中都能找到影子。华裔女作家谭恩美的小说《喜福会》尽管获得了评论家的赞誉，但在书中对亚洲男性的刻板印象的描述却遭到了许多亚裔美国人的批评。

### 对东亚男性的认识的变化
近年来对东亚男性的形象刻画逐渐离开了传统的刻板印象，稍有变化。电视连续剧《迷失》中就有多国文化的碰撞，其中对东亚人的角色设计比较多元复合。

## 东亚女性

### 龙女
东亚女性的刻板印象包括攻击性强、势利、拜金等性格特点。许多美国的西部片或西部文学中都描绘了奸诈狡猾的东亚女性形象，这一形象也被浓缩为“龙女”。这与传统的“中国娃娃”、“艺伎”、“战争新娘”等温顺贤惠的形象有明显的区别，但同样都是刻板的印象。
近年来，龙女的典型代表就是连续剧《甜心俏佳人》中刘玉玲扮演的吴玲。她饰演了一名冷酷无情的华裔美国律师。她也是剧中唯一登场的主要东亚女性角色，评论界也没有对这一刻板印象提出过批评。但此后，学术界对吴玲的角色刻画进行了一些研究分析。刘玉玲也因为饰演了这一角色而遭到了一些人的非议。

### 瓷娃娃形象
在美国电影中，对亚洲女性的另一典型刻板印象就是“瓷娃娃”的温顺形象。往往人们眼中的亚洲女孩就是面容姣好、皮肤细腻、性格温和忠诚，善于逆来顺受。
1957年的英国小说《蘇絲黃的世界》及之后的同名電影曾经风靡一时，作品中香港女性的形象非常鲜明。
此外，描写亚洲女性的著名作品还有意大利作曲家普契尼创作的歌剧《蝴蝶夫人》。该剧以日本为背景，叙述女主人公与美国海军军官平克尔顿结婚后空守闺房，等来的却是背弃。最终以蝴蝶自杀为结局。该作品在美国大受欢迎，是上演场数最多的歌剧之一，但也因其内含的种族歧视及性别歧视的精神内核饱受诟病。
1989年，音乐剧《西贡小姐》在美国首演。这部票房極佳的作品也被认为涉嫌人种歧视和性别歧视。该剧在百老汇首演时，创造了2500万美元票房的纪录。
《电影中的亚洲女性：悲伤、不幸》一书曾指出，好莱坞电影曾长期将亚洲女性描绘成“逆来顺受、纯真无邪、内向隐忍且性需求旺盛”的形象。例如在《蘇絲黃的世界》一片中，女主角的亚洲女性饱受了白人男性的玩弄和欺凌，之后成为卖淫女。这一作品加深了美国社会对亚裔女性的刻板印象。

### 虎妈
2011年1月，华裔女作家蔡美儿在其回忆录《虎妈战歌》中讲述了其如何严格教育子女的经历，在美国引起了很大的反响。这部书也引起了媒体的关注和一些批评，引发了世界各国对于育儿方法及文化差异的大讨论。与犹太人母亲、日本母亲类似的华人虎妈给人的印象就是为了取得考试优异成绩而严格教育子女，但有时也因此对孩子造成了身心方面的伤害。

## 对体格及身体外形的刻板印象
日裔美籍学者丹尼尔·滨本曾对美国的银幕中存在的隐性歧视非常重视，也为此专门拍摄了由亚洲人出演的成人电影。评论人士认为，美国媒体中的东亚人往往长着内眦赘皮，并被称为“杏仁眼”或“吊针眼”，并对这种长相带有某种讽刺意味的评价。此外，东亚人的黄色或褐色肤色也往往称为关注的焦点。东亚人的特征之一是黑色直发为主，往往给人的刻板印象是剃板寸头的男生和平刘海的女生。而且东亚人往往都被简单化地认为就来自中日韩三国中的一国。现在，一部分住在欧美的东亚人为了改变外形，也往往会进行整形手术，以求长相更接近西方。
许多文化评论家指出，东亚人给人的刻板印象还包括：擅长武术、蹩脚的英语、开车技术差。此外也有不善于交际的影响，但反之也有对印度人善于社交的刻板印象。此外刻板印象还包括：对人顺从温和、充满智慧、勤劳、精通电脑技术、自律、守法和高学历等。2010年的一项研究结果还显示多数亚裔美国人给人以“书呆子”的印象。这些结果往往是长年的排外历史所造成的。
另外，东亚人往往也给人以运动能力差的刻板印象。在美国的职业体育界，东亚人往往被轻视或忽视，也在雇佣中遭受到严重的歧视。例如在2010年NBA选秀中，华人球员林书豪没有被任何一家球队选中，有评论认为这也是人种歧视的一种体现。这一点也得到了NBA总裁大卫·斯特恩以及《时代》杂志体育专栏作家的认同。2012年的美国人口中亚裔占6%，但在NFL中球员比例只占2%，在MLB中占1.9%，而在NBA中不足1%。
根据一些研究结果显示，在职场中处于支配地位的东亚人往往不受同事的欢迎，很有可能遭受其他族群的否定性评价或骚扰等。

## 关联条目
- 排华法案
- 好莱坞作品中的东亚人形象（日语：ハリウッドにおける東アジア人の描かれ方）
- 反华
- 刻板印象
- 蘇絲黃的世界
- 阎将军的苦茶

## 脚注
1. 1 2 3  Kashiwabara, Amy, , UC Berkeley Media Resources Center,   [2020-03-21], （原始内容存档于2018-09-22）
2. 1 2  Felicia R. Lee, "'Model Minority' Label Taxes Asian Youths," New York Times, 20 March 1990, pages B1 & B4.
3. 1 2  Matthew Yi;  et al. . The San Francisco Chronicle. 2001-04-27  [2007-06-14]. （原始内容存档于2011-09-14）.
4. 1 2  Said, Edward. Orientalism.  New York: Vintage, 1978, pp. 1-2.
5. ↑  Rosen, Steven L. .   [2020-03-21]. （原始内容存档于2019-09-26）.
6. ↑  Wang, Oliver. . Asian Pacific Arts.   [2009-07-03]. （原始内容存档于2016-08-07）.
7. ↑  Song, Young. . Greenwood Publishing Group. 1998年3月28日  [2020年3月21日]. （原始内容存档于2016年9月23日） –Google Books.
8. ↑  . New York Times. 1905-12-09  [2010-02-21]. （原始内容存档于2011-06-04）.
9. ↑  ,   [2020-03-21], （原始内容存档于2011-05-27）
10. ↑  . Archives of Australian National University. 2002-02-12  [2013-12-03]. （原始内容存档于2013-05-03）.
11. ↑  . Asian.ca.   [2010-02-21]. （原始内容存档于2010-03-05）.
12. ↑  Frank H. Wu. .   [2007-06-14]. （原始内容存档于2007-09-28）.
13. ↑  Lien, Pei-te; Mary Margaret Conway; Janelle Wong. . Psychology Press. 2004: 7  [2012-02-09]. ISBN 9780415934657. （原始内容存档于2016-12-19）. In addition, because of their perceived racial difference, rapid and continuous immigration from Asia, and on going detente with communist regimes in Asia, Asian Americans are construed as "perpetual foreigners" who cannot or will not adapt to the language, customs, religions, and politics of the American mainstream.
14. ↑  Wu, Frank H. . Basic Books. 2003: 79  [2012-02-09]. ISBN 9780465006403. （原始内容存档于2016-12-19）.
15. ↑  Neil Gotanda, "Exclusion and Inclusion: Immigration and American orientalism".
16. ↑  Johnson, Kevin (1997), Racial Hieracrchy, Asian Americans and Latinos as Foreigners, and Social Change: Is Law the Way to Go, Oregon Law Rev., 76, pages 347-356
17. 1 2  . News.ncmonline.com.   [2010-02-21]. （原始内容存档于2011-07-14）.
18. ↑   (PDF). aapisontv.com: 5. 2006  [2020-03-28]. （原始内容存档 (PDF)于2018-08-26）.
19. ↑  ASIAN-AMERICAN SCIENTISTS: Silent No Longer: 'Model Minority' Mobilizes - Lawler 290 (5494): 1072 - Science （页面存档备份，存于）.
20. ↑  . 新华网.   [2020-03-21]. （原始内容存档于2022-04-23）.
21. ↑  Stacey J. Lee, Unraveling the "Model Minority" Stereotypes: Listening to Asian American Youth, Teachers College Press, New York: 1996 ISBN 978-0-8077-3509-1.
22. ↑  Bill Sing, "'Model Minority' Resentments Spawn Anti-Asian-American Insults and Violence," Los Angeles Times 31 February 1989, p. 12.
23. ↑  Greg Toppo, "'Model' Asian student called a myth ; Middle-class status may be a better gauge of classroom success," USA Today, 10 December 2002, p. 11.
24. ↑  Benjamin Pimentel, "Model minority image is a hurdle, Asian Americans feel left out of mainstream," San Francisco Chronicle, 5 August 2001, p. 25.
25. ↑  "What 'Model Minority' Doesn't Tell," Chicago Tribune, 3 January 1998, p. 18.
26. ↑  .   [2015-05-09]. （原始内容存档于2016-10-22）.
27. ↑  Woo, Deborah, "The Glass Ceiling and Asian Americans," Key Workplace Documents:Federal Publications, (1994)  （页面存档备份，存于）.
28. ↑  "The Glass Ceiling for African, Hispanic (Latino), and Asian Americans," Ethnic Majority, The Glass Ceiling for African, Hispanic, and Asian Americans （页面存档备份，存于）.
29. ↑  Constable, Pamela, "A 'Glass Ceiling' of Misperceptions," WashingtonPost, 10 October 1995, Page A01 Washingtonpost.com: A GLASS CEILING' OF MISPERCEPTIONS （页面存档备份，存于）.
30. 1 2  Ronald Takaki, "The Harmful Myth of Asian Superiority," The New York Times, 16 June 1990, p. 21.
31. ↑  Bhattacharyya, Srilata: From "Yellow Peril" to "Model Minority": The Transition of Asian Americans: Additional information about the document that does not fit in any of the other fields; not used after 2004. Paper presented at the Annual Meeting of the Mid-South Educational Research Association (30th, Little Rock, AR, November 1416, 2001): Full text available.
32. ↑  . Eric.ed.gov.   [2010-02-21].
33. ↑  ARONSON J. (1) ; LUSTINA M. J. (1) ; GOOD C. (1) ; KEOUGH K. (1) ; STEELE C. M. (2) ; BROWN J. (2) ; When white men can't do math : Necessary and sufficient factors in stereotype threat, Journal of experimental social psychology vol. 35, no1, pp. 29-46 (1 p.3/4): Elsevier, San Diego 1999.
34. ↑  Kim, Angela; Yeh, Christine J, , ERIC Educational Reports, 2002  [2020-03-21], （原始内容存档于2015-10-16）
35. ↑  Yang, KaYing, , The Future of Children, 2004,, 14 No. 2: 127133
36. ↑  Flowers, Ronald B., : 190, 1990
37. ↑  "Our big cultural heritage, our awful little secrets" （页面存档备份，存于）.
38. ↑  "Some Korean Americans fearful of racial backlash" （页面存档备份，存于）.
39. ↑  "Sadly, Cho is Most Newsworthy APA of 2007 （页面存档备份，存于）." Asianweek（英语：Asianweek）. In Binghamton, NY there was a shooting spree by a naturalized Asian immigrant, when Jiverly Wang（英语：Jiverly Wang） killed 14 people, and injured 3 at the local American Civic Association.January 1, 2008. Retrieved on December 21, 2009.
40. ↑  . BBC.   [2020-03-28]. （原始内容存档于2018-11-14）.
41. ↑  . Los Angeles Times. 2004-05-29  [2020-03-28]. （原始内容存档于2020-03-28）.
42. ↑  . 自由電子報. 2007-12-17  [2020-03-28]. （原始内容存档于2022-04-19）.
43. ↑  . 新浪网新闻中心. 2007年12月6日  [2020-03-28]. （原始内容存档于2022-04-19）.
44. ↑  "Duke Cheating Case Hits Asian Students" （页面存档备份，存于）.
45. ↑  . The Huffington Post.   [2015-05-09]. （原始内容存档于2018-12-08）.
46. ↑  . Washington Post.   [2015-05-09]. （原始内容存档于2016-03-10）.
47. ↑  , 2010-07-05  [2013-02-24], （原始内容存档于2016-01-16）
48. ↑  , 2010-07-05  [2013-02-24], （原始内容存档于2016-03-10）
49. 1 2 3 4 5 6 7  William F. Wu, The Yellow Peril: Chinese Americans in American Fiction, 1850-1940, Archon Press, 1982.
50. ↑  Sax Rohmer, The Insidious Doctor Fu-Manchu (1913; reprint ed., New York: Pyramid, 1961), p. 17.
51. ↑  Rohmer, Sax, The Hand of Fu-Manchu (1917; reprint ed., New York: Pyramid, 1962), p. 111.
52. ↑  Yen Le Espiritu Asian American Panethnicity: Bridging Institutions and Identity Temple University Press, 1992, ISBN 978-0-87722-955-1, 222 pages.
53. ↑  , IMDB,   [2020-03-21], （原始内容存档于2017-09-19）
54. 1 2  Earl Derr Biggers, The House Without a Key (New York: P.F. Collier & Son, 1925), p. 76.
55. ↑  Kim (1982), 179.
56. ↑  Frank Chin and Jeffery Chan, quoted in Kim (1982), 179.
57. 1 2 3  Sheridan Prasso, The Asian Mystique: dragon ladies, geisha girls, & our fantasies of the exotic orient, PublicAffairs, 2005.
58. ↑  Bernardi, Daniel. . Rutgers University Press（英语：Rutgers University Press）. 1996-07-01  [2013-03-09]. ISBN 0-8135-2276-5.
59. ↑  Venutolo, Anthony. . The Star-Ledger（英语：The Star-Ledger） (Newark: nj.com). 2008-03-08  [2013-03-09]. （原始内容存档于2014-09-21）.
60. ↑  Lee, Juilia H. . New York University Press（英语：New York University Press）. 2011-10-01  [2020-03-21]. ISBN 0-8147-5256-X. （原始内容存档于2016-03-04）.
61. ↑  www.silentera.com （页面存档备份，存于） Silent Era: People: Actors: Sessue Hayakawa
62. 1 2  Jose Antonio Vargas. . Washington Post. 2007-05-25  [2013-07-13]. （原始内容存档于2013-09-08）.
63. ↑  Chiung Hwang Chen. Feminization of Asian (American) Men in the U.S. Mass Media. Journal of Communication Inquiry. 1996 20:57-71
64. ↑  H. Denis Wu.  (PDF).   [2013-07-13]. （原始内容 (PDF)存档于2013-04-12）.
65. ↑  Espiritu, Y. E. (1997). Ideological Racism and Cultural Resistance: Constructing Our Own Images, Asian American Women and Men, Rowman & Littlefield Publishing.
66. ↑  Frankenberg, R. (1993). White women, race matters: The social construction of whiteness., University of Minnesota Press.
67. ↑  Quinsaat, J. (1976). Asians in the media, The shadows in the spotlight. Counterpoint: Perspectives on Asian America (pp 264-269). 加利福尼亚大学, Asian American Studies Center.
68. ↑  Chua, Peter; Fujino, Diane. . Journal of Men's Studies. 1999, 7 (3): 391–413  [2020-03-21]. （原始内容存档于2015-03-12）.
69. ↑  , GoldSea,   [2020-03-21], （原始内容存档于2018-07-21）
70. ↑  Come All Ye Asian American Writers of the Real and the Fake （页面存档备份，存于）.
71. ↑  Review: The Joy Luck Club （页面存档备份，存于）.
72. ↑  Biswas, Tulika; Kim, Taewoo; Lei, Wu; and Yang, Liuyan All  Research "Asian Stereotypes Lost or Found in the Television Series Lost?"
73. 1 2  Geert Hofstede. . Journal of Cross-Cultural Psychology. 1996, 27 (5): 533–546. doi:10.1177/0022022196275003.
74. ↑  Renee Tajima-Peña. . Asian Women United of California  (编). . Beacon Press（英语：Beacon Press）. 1989: 308–317  [2020-06-16]. ISBN 978-0-8070-5905-0. （原始内容存档于2020-09-23）.
75. ↑  Shimizu, Celine Parreñas. . . Duke University Press. 2007: 87. ISBN 9780822340331.
76. ↑  Prasso, Sheridan. .  Illustrated. PublicAffairs. 2006: 72–73. ISBN 9781586483944.
77. ↑  Dow, Bonnie J. . . Julia T. Wood. SAGE. 2006: 302–303. ISBN 9781412904230.
78. ↑  Nadra Kareem Nittle. . About News.   [2010-02-21]. （原始内容存档于2014-04-12）.
79. ↑  Sumi K. Cho. "Converging Stereotypes in Racialized Sexual Harassment: Where the Model Minority Meets Suzie Wong" in Richard Delgado, Jean Stefancic. Critical race theory: the cutting edge. p. 535. (calls Suzie Wong the "Hong Kong hooker with a heart of gold"); Asian Stereotypes in Film History; "Hong Kong as City/Imaginary in The World of Suzie Wong, Love is a Many Splendored Thing, and Chinese Box", by Thomas Y. T. Luk, The Chinese University of Hong Kong Archived 2014-09-25 at WebCite; Asian American Cinema : Representations and Stereotypes （页面存档备份，存于）; Staci Ford and Geetanjali Singh Chanda. Portrayals of Gender and Generation,East and West: Suzie Wong in the Noble House （页面存档备份，存于）. University of Hong Kong.
80. ↑  . The New York Times.   [2020-03-21]. （原始内容存档于2019-12-17）.
81. ↑  . AustinChronicle.com. 1996-11-29  [2010-02-21]. （原始内容存档于2007-08-08）.
82. ↑  . News24. 2007-02-15  [2010-02-21]. （原始内容存档于2012-09-03）.
83. ↑  . OPERA America.   [2015-05-09]. （原始内容存档于2008-08-22）.
84. ↑  Steinberg, Avi. "Group targets Asian stereotypes in hit musical," Boston Globe, January 2005. （页面存档备份，存于） Retrieved on 2007-December 15.
85. ↑  RICHARD CORLISS;Janice C. Simpson/New York. . TIME. 1990-08-20  [2010-02-21]. （原始内容存档于2007-10-16）.
86. ↑  Hodson, Heather. . The Guardian (London). 2011-01-15  [2020-03-21]. （原始内容存档于2013-05-26）.
87. ↑  Emily Rauhala (14 August 2014) 'Tiger Mother': Are Chinese Moms Really So Different? （页面存档备份，存于） Time. Retrieved 8 March 2014
88. ↑  Darrell Y. Hamamoto, Monitored peril: Asian Americans and the politics of TV representation University of Minnesota Press, 1994, ISBN 978-0-8166-2368-6, 311 pages.
89. ↑  . 振興会.   [2020-03-21]. （原始内容存档于2011-11-19）.
90. ↑  Jung Heum Whang. . September 2007  [2013-06-26]. ISBN 9780549173045. （原始内容存档于2017-02-15）.
91. ↑  Lisa Lowe. . Duke University Press. 1996  [2013-06-26]. ISBN 0822318644. （原始内容存档于2017-02-15）.
92. ↑  .   [2015-10-03]. （原始内容存档于2015-09-10）.
93. 1 2  . NPR.   [2010-02-21]. （原始内容存档于2010-10-08）.
94. ↑  . Newsweek.com. 2009-11-16  [2010-02-21].
95. ↑  Maslin, Janet. . The New York Times. 1984-05-04  [2010-05-31]. （原始内容存档于2013-07-18）.
96. ↑  . Google. 2008-09-17  [2013-06-08]. ISBN 9781841697499.
97. ↑  .   [2012-08-21]. （原始内容存档于2013-09-28）.
98. ↑  Qin Zhang. “Asian Americans Beyond the Model Minority Stereotype: The Nerdy and the Left Out”. Journal of International and Intercultural Communication, Vol 3, Issue 1 (2010), pp. 20-37.
99. ↑  . Sports. Complex Sports.   [2013-09-14]. （原始内容存档于2018-06-12）.
100. ↑  Samer Kalaf. . Sports.   [2013-09-14]. （原始内容存档于2016-11-03）.
101. ↑  Michelle Banh. . Sports.   [2013-09-14]. （原始内容存档于2013-09-15）.
102. ↑  Barron, David. . Houston Chronicle. 2013-04-05  [2020-03-21]. （原始内容存档于2013-04-07）.
103. ↑  Gregory, Sean. . Time. 2009-12-31  [2010-11-08]. （原始内容存档于2010-11-09）. "I've heard it at most of the Ivies if not all of them," he says. Lin is reluctant to mention the specific nature of such insults, but according to Harvard teammate Oliver McNally, another Ivy League player called him a C word that rhymes with ink during a game last season. 参数|magazine=与模板{{cite news}}不匹配（建议改用{{cite magazine}}或|newspaper=） (帮助)
104. ↑  . Sports.   [2013-09-14]. （原始内容存档于2018-06-12）.
105. ↑  . psychology. University of Toronto, Rotman School of Management.   [2013-09-14]. （原始内容存档于2018-07-21）.